# Савенков, Юрий Михайлович
Юрий Михайлович Савенков (род. 6 августа 1938 года, — советский и российский военачальник. Командир 42-го армейского корпуса Северо-Кавказского военного округа. Генерал-майор в отставке.

## Биография
Юрий Михайлович Савенков родился 6 августа 1937 года в городе Запорожье.

### Образование
- в 1956 году Новочеркасское суворовское военное училище
- в 1959 году Московское военное училище имени Верховного Совета РСФСР
- в 1968 году Военная орденов Ленина и Октябрьской Революции, Краснознамённая, ордена Суворова академия им. М. В. Фрунзе
- в 1978 году Военная ордена Ленина, Краснознамённая, орденов Суворова и Кутузова академия Генерального штаба Вооружённых Сил СССР

### На воинской службе
В 1956 году окончил Новочеркасское суворовское военное училище.
В 1956 году поступил и в 1959 году окончил Московское военное училище имени Верховного Совета РСФСР.
В период с 1959 по 1968 годы проходил службу в должностях командира взвода и мотострелковой роты.
В 1968 году поступил в Военную орденов Ленина и Октябрьской Революции, Краснознамённую, ордена Суворова академию им. М. В. Фрунзе и окончил её в 1971 году.
В период с 1971 по 1978 годы служил на должностях начальника штаба полка, командира мотострелкового полка, заместителя командира дивизии.
В 1978 году окончил Военную ордена Ленина, Краснознамённую, орденов Суворова и Кутузова академию Генерального штаба ВС СССР.

### На высших должностях
17.07.1978—10.06.1980 годы командир 38-й гвардейской мотострелковой дивизии Сретенск
1983—1989 годы Командир 42-го армейского корпуса Северо-Кавказского военного округа
В 1989 году направлен в специальную командировку на остров Куба.
В 1991 году возвратился на Родину.

### В отставке
с 1996 года в запасе.
Живёт и работает в городе Краснодар. Возглавлял Союз общественных организаций Краснодарского края «Кубанское офицерское собрание».
С 2012 года Инспектор Группы инспекторов Объединённого стратегического командования Южного военного округа Министерства обороны Российской Федерации.

## Семья
- жена
- дети

## Знаки отличия
- Орден «За службу Родине в Вооружённых Силах СССР» 2 степени
- Орден «За службу Родине в Вооружённых Силах СССР» 3 степени
- Медаль «В ознаменование 100-летия со дня рождения Владимира Ильича Ленина» (6 апреля 1970[2])
- Юбилейная медаль «Двадцать лет Победы в Великой Отечественной войне 1941—1945 гг.»
- Медаль «За укрепление боевого содружества»
- Юбилейная медаль «300 лет Российскому флоту»
- Юбилейная медаль «50 лет Вооружённых Сил СССР»[3]
- Юбилейная медаль «60 лет Вооружённых Сил СССР»[4]
- Юбилейная медаль «70 лет Вооружённых Сил СССР»[5]
- Медаль «За безупречную службу» I степени
- Медаль «За безупречную службу» II степени
- Медаль «За безупречную службу» III степени
- Медаль «За ратную доблесть» и др.
- Награждён именным оружием — пистолетом ПМ.
- Имеет награды других ведомств
- Иностранные награды.